# Poenae mora longa
Poenae mora longa è una locuzione latina, che tradotta letteralmente significa "l'attesa del castigo [è] lenta [ad arrivare]".
Non sempre alla colpa segue immediatamente la pena, ma presto o tardi verrà. Attualmente si esprime questo concetto col noto proverbio "Dio non paga il sabato", cioè non castiga a scadenze fisse.